# Communauté de communes du Vimeu
Pour les articles homonymes, voir CCV.
La communauté de communes du Vimeu ou CCV est une communauté de communes française, située dans le département de la Somme, en région Hauts-de-France.

## Historique
Dans le cadre des dispositions de la loi portant nouvelle organisation territoriale de la République du 7 août 2015, qui prévoit que les établissements publics de coopération intercommunale (EPCI) à fiscalité propre doivent avoir un minimum de 15 000 habitants, la préfète de la Somme propose, en octobre 2015, un projet de nouveau schéma départemental de coopération intercommunale (SDCI) qui prévoit la réduction de 28 à 16 du nombre des intercommunalités à fiscalité propre du département.
Ce projet prévoit la « fusion des communautés de communes du Vimeu Vert et du Vimeu Industriel, le nouvel ensemble regroupant 26 communes. À la suite de l'avis favorable des intercommunalités concernées, (malgré les réticences de certaines communes) et de la commission départementale de coopération intercommunale en janvier 2016, la préfecture sollicite l'avis formel des conseils municipaux et communautaires concernés en vue de la mise en œuvre de la fusion le 1er janvier 2017. L'intercommunalité est ainsi créée par un arrêté préfectoral du 1er janvier 2017
Le 1er janvier 2018, Saint-Maxent quitte la CCV pour rejoindre la communauté de communes interrégionale Aumale - Blangy-sur-Bresle,, réduisant à 25 le nombre de communes associées.

## Toponymie
L'appellation Vimeu reprend le terme utilisé pour le territoire concerné par les deux anciennes communautés.

## Territoire communautaire

### Géographie
Le territoire communautaire correspond aux communes des deux anciennes communautés regroupées :
- Communauté de communes du Vimeu Industriel
- Communauté de communes du Vimeu Vert.

### Composition
La communauté de communes est composée des 25 communes suivantes :

| Nom                         | Code Insee | Gentilé          | Superficie (km2) | Population (dernière pop. légale) | Densité (hab./km2) |
| --------------------------- | ---------- | ---------------- | ---------------- | --------------------------------- | ------------------ |
| Friville-Escarbotin (siège) | 80368      | Frivillois       | 8,86             | 4 394 (2022)                      | 496                |
| Acheux-en-Vimeu             | 80004      | Achéens          | 12,33            | 498 (2022)                        | 40                 |
| Aigneville                  | 80008      | Aignevillois     | 10,76            | 904 (2022)                        | 84                 |
| Béhen                       | 80076      | Béhennois        | 9,83             | 508 (2022)                        | 52                 |
| Béthencourt-sur-Mer         | 80096      | Béthencourtois   | 2,95             | 897 (2022)                        | 304                |
| Bourseville                 | 80124      | Boursevillois    | 8,07             | 715 (2022)                        | 89                 |
| Cahon                       | 80161      | Cahonnais        | 7,04             | 221 (2022)                        | 31                 |
| Chépy                       | 80190      | Chépois          | 7,35             | 1 212 (2022)                      | 165                |
| Ercourt                     | 80280      | Ercourtois       | 4,2              | 126 (2022)                        | 30                 |
| Feuquières-en-Vimeu         | 80308      | Feuquiérois      | 7,99             | 2 432 (2022)                      | 304                |
| Fressenneville              | 80360      | Fressennevillois | 8,66             | 2 086 (2022)                      | 241                |
| Grébault-Mesnil             | 80388      |                  | 2,58             | 205 (2022)                        | 79                 |
| Huchenneville               | 80444      | Huchennevillois  | 11,54            | 681 (2022)                        | 59                 |
| Méneslies                   | 80527      | Menesliens       | 4,04             | 303 (2022)                        | 75                 |
| Miannay                     | 80546      |                  | 8,81             | 602 (2022)                        | 68                 |
| Moyenneville                | 80578      | Moyennevillois   | 14,12            | 701 (2022)                        | 50                 |
| Nibas                       | 80597      | Nibasiens        | 12,65            | 828 (2022)                        | 65                 |
| Ochancourt                  | 80603      | Ochancourtois    | 3,95             | 320 (2022)                        | 81                 |
| Quesnoy-le-Montant          | 80654      | Quercitains      | 7,04             | 525 (2022)                        | 75                 |
| Tœufles                     | 80764      |                  | 8,88             | 304 (2022)                        | 34                 |
| Tours-en-Vimeu              | 80765      |                  | 13,39            | 805 (2022)                        | 60                 |
| Tully                       | 80770      | Tullysiens       | 1,88             | 544 (2022)                        | 289                |
| Valines                     | 80775      | Valinois         | 5,25             | 638 (2022)                        | 122                |
| Woincourt                   | 80827      | Woincourtois     | 4,18             | 1 276 (2022)                      | 305                |
| Yzengremer                  | 80834      |                  | 3,4              | 509 (2022)                        | 150                |

### Démographie
| 1968   | 1975   | 1982   | 1990   | 1999   | 2010   | 2015   | 2021   |
| ------ | ------ | ------ | ------ | ------ | ------ | ------ | ------ |
| 21 817 | 22 779 | 22 790 | 22 747 | 22 524 | 23 129 | 23 127 | 22 388 |

## Organisation

### Siège
Le siège de la communauté est fixé à Friville-Escarbotin, 18 rue Albert Thomas.

### Élus
La communauté de communes est administrée par son conseil communautaire, composé pour la mandature 2020-2026 de 48 conseillers municipaux représentant les communes membres, répartis en fonction de la population de chaque commune, répartis comme suit :
- 8 délégués pour Friville-Escarbotin ;
- 4 délégués pour Feuquières-en-Vimeu ;
- 3 délégués pour Fressenneville ;
- 2 délégués pour Aigneville, Béthencourt-sur-Mer, Bourseville, Chépy, Huchenneville, Moyenneville, Nibas, Quesnoy-le-Montant, Tours-en-Vimeu, Valines et Woincourt ;
- 1 délégué ou son suppléant pour les autres communes.

À la suite du décès le 30 mars 2021 de Bernard Davergne, président de l'intercommunalité depuis sa création et réélu en juillet 2020, le conseil communautaire a élu le 15 avril 2021 son successeur, Jean-Pierre Boudinelle, jusqu'alors maire-adjoint de Valines, et modifié la liste des vice-présidents, qui devient :
1. Denis Durot, maire de Béthencourt-sur-Mer, chargé du développement durable et de l’adaptation au changement climatique ;
2. Denis Vandenbulcke, maire de Chépy, chargé de gestion financière, de la prospective budgétaire et de la mutualisation ;
3. Nicole Morel, maire de Friville-Escarbotin, chargée du social, de la santé,de l’enfance, la jeunesse et des sports ;
4. Philippe Delaporte, maire de Miannay, chargé de l’attractivité territoriale, du tourisme, du commerce et de l’agriculture ;
5. Stéphane Delabre, premier maire-adjoint d'Aigneville, chargé de l’industrie, de l’emploi,de la formation et de l’artisanat ;
6. Olivier Blondel, maire de Tours-en-Vimeu, chargé de la voirie et des espaces verts ;
7. Hervé Mention, conseiller municipal de Friville-Escarbotin, chargé de la politique culturelle, des affaires scolaires et de la communication ;
8. Yves Hautefeuille, maire de Cahon, chargé de la politique de l’eau ;
9. Michel Dizambourg, maire de Méneslies, chargé de la mobilité, aux transports et au plan vélo.
10. Géraud Cuvier, élu de Feuquières-en-Vimeu, chargé de l'urbanisme.

Les représentants de Fressenneville et de Woincourt, qui, lors de ce scrutin du 30 mars 2021, avaient voté contre les propositions du nouveau président, ont été exclus de l'exécutif de l'intercommunalité
Le bureau communautaire est constitué pour la mandature 2020-2026 du président, des 10 vice-présidents et de 4 conseillers communautaires délégués. Une conférence des maires est créée, qui rassemble l'ensemble des maires des communes membres.

### Liste des présidents
| Période        | Période                 | Identité               | Étiquette | Qualité |
| -------------- | ----------------------- | ---------------------- | --------- | --- |
| 5 janvier 2017 | mars 2021               | Bernard Davergne       | PS        | Directeur d'école en retraite Maire de Feuquières-en-Vimeu (2001 → 2021) Conseiller général de Moyenneville (2009 → 2015) Conseiller départemental de Gamaches (2015 → 2021) Président de la CC du Vimeu Industriel (2008 → 2016) |
| avril 2021     | En cours (au 16/4/2021) | Jean-Pierre Boudinelle |           | Maire-adjoint de Valines |

### Compétences
L'intercommunalité exerce les compétences qui lui ont été transférées par les communes membres, dans les conditions fixées par le code général des collectivités territoriales.
Aux termes des statuts de l'intercommunalité annexés à l'arrêté préfectoral du 4 décembre 2018, il s'agit de, il s'agit essentiellement de :
- Aménagement de l’espace ; schéma de cohérence territoriale (SCoT), plan local d’urbanisme (PLU), Carte communale...
- Actions de développement économique  ; zones d’activité  ; politique locale du commerce et soutien aux activités commerciales d’intérêt communautaire ; promotion du tourisme ;
- Gestion des milieux aquatiques et prévention des inondations (GEMAPI) : aménagement d’une fraction de bassin hydrographique, entretien et l’aménagement de cours d’eau ou plan d’eau, y compris ses accès ; défense contre les inondations et contre la mer ; protection et la restauration des sites, des écosystèmes aquatiques et des zones humides ainsi que des formations boisées riveraines, maîtrise des eaux pluviales et de ruissellement ou la lutte contre l’érosion des sols, exploitation, l’entretien et l’aménagement d’ouvrages hydrauliques existants ;
- Aires d’accueil des gens du voyage et des terrains familiaux locatifs ;
- Collecte et traitement des déchets des ménages et déchets assimilés ;
- Politique du logement et du cadre de vie ;
- Voirie reconnue d'intérêt communautaire ;
- Action sociale d’intérêt communautaire
- Assainissement des eaux usées ;
- Actions scolaires et culturelles : Centre Animation Jeunes (CAJ), organisation du transport scolaire, périscolaire et parascolaire des élèves fréquentant certains établissements scolaires, prise en charge financière de la participation demandée aux élèves du territoire utilisant les transports scolaires jusqu’à la fin du secondaire, actions socio-éducatives, culturelles ou sportives, actions itinérantes autour de la lecture, hors bibliothèques communales, gestion d’un Point Information Jeunesse (PIJ) ;
- Équipements sportifs et culturels de dimension intercommunale ; Centre aquatique, gymnases reconnus d'intérêt communautaire et leurs plateaux sportifs, école de musique ;
- Environnement ;
- gestion des locaux de la gendarmerie de Friville et prévention de la délinquance ;
- Nouvelles Technologies de l’Information et de la Communication ;
- Gestion du patrimoine transféré : manoir de Miannay, patrimoine des deux anciennes intercommunalités ;
- Services mutualisés.

### Régime fiscal et budget
La communauté de communes est un établissement public de coopération intercommunale à fiscalité propre.
Afin de financer l'exercice de ses compétences, la communauté de communes perçoit une fiscalité additionnelle aux impôts locaux des communes, avec fiscalité professionnelle de zone (FPZ) et sans fiscalité professionnelle sur les éoliennes (FPE).
En 2018, comme depuis trois ou quatre ans, la taxe d’habitation reste à 10,81 % ; le foncier bâti à 9,60 % ; le foncier non bâti à 17,94, la CFE hors zone (Cotisation foncière des entreprises) à 8,11 % et la CFE à 23,56 %, enfin les taxes sur les ordures ménagères à 6,96 % en zone 1 et 9,06 % en zone 2.
En 2018, la CCV voit arriver dans son giron de nouvelles compétences, et en particulier la compétence voirie.

## Projets et réalisations
Conformément aux dispositions légales, une communauté de communes a pour objet d'associer des « communes au sein d'un espace de solidarité, en vue de l'élaboration d'un projet commun de développement et d'aménagement de l'espace ».